# Groupe de NGC 1762
Le groupe de NGC 1762 comprend au moins 27 galaxies situées dans les constellations du Taureau et d'Orion. La distance moyenne entre ce groupe et la Voie lactée est d'environ 66,2 Mpc (∼216 millions d'al). 

## Membres
Le tableau ci-dessous liste les 27 galaxies du groupe indiquées dans l'article de A.M. Garcia paru en 1993.   
| Nom         | Const.  | Class.        | Type                  | α (J2000.0)   | δ (J2000.0)  | Vitesse radiale (km/s) | m               | Distance (Mpc) | Diamètre (kal) |
| ----------- | ------- | ------------- | --------------------- | ------------- | ------------ | ---------------------- | --------------- | -------------- | -------------- |
| IC 392      | Orion   | S0            | Lenticulaire          | 04h 46m 25.7s | 03° 30′ 20″  | 4123 ± 1               | 12,7            | 60,2 ± 4,2     | 96             |
| NGC 1590    | Taureau | S? pec        | Spirale               | 04h 31m 10.2s | 07° 37′ 51″  | 3897 ± 7               | 13,7            | 56,4 ± 4,0     | 64             |
| NGC 1633    | Taureau | SAB(s)ab      | Spirale intermédiaire | 04h 40m 09.1s | 07° 20′ 58″  | 4986 ± 2               | 13,5            | 72,7 ± 5,1     | 69             |
| NGC 1642    | Taureau | SA(rs)c?      | Spirale               | 04h 42m 54.9s | 00° 37′ 07″  | 4623 ± 0               | 12,6            | 67,5 ± 4,7     | 42             |
| NGC 1691    | Orion   | (R)SB0/a?(s)  | Lenticulaire          | 04h 54m 38.3s | 03° 16′ 05″  | 4581 ± 10              | 12,0            | 67,1 ± 4,7     | 113            |
| NGC 1713    | Orion   | cD E+         | Elliptique            | 04h 58m 54.6s | -00° 29′ 20″ | 4431 ± 20              | 12,7            | 65,1 ± 4,6     | 134            |
| NGC 1719    | Orion   | Sa?           | Spirale               | 04h 59m 34.6s | -00° 15′ 38″ | 4164 ± 27              | 13,6            | 61,1 ± 4,3     | 64             |
| NGC 1762    | Orion   | Sa?           | Spirale               | 04h 59m 34.6s | -00° 15′ 38″ | 4754 ± 2               | 12,6            | 69,9 ± 4,9     | 149            |
| MCG 0-13-35 | Orion   | Sa?           | Spirale               | 04h 55m 58.5s | 02° 14′ 01″  | 4500 ± 49              | 14,05           | 66,0 ± 4,7     | 59             |
| UGC 3059    | Taureau | SAdm          | Spirale magellanique  | 04h 29m 42.4s | 03° 40′ 55″  | 4807 ± 3               | 14,3            | 69,9 ± 4,9     | 199            |
| UGC 3061    | Taureau | S?            | Spirale               | 04h 30m 10.9s | 06° 56′ 38″  | 4374 ± 1               | 13,6            | 63,5 ± 4,4     | 143            |
| UGC 3066    | Taureau | SAB(r)d?      | Spirale intermédiaire | 04h 30m 58.1s | 05° 32′ 33″  | 4642 ± 2               | 14,0            | 67,4 ± 4,7     | 129            |
| UGC 3117    | Taureau | SAB(s)c?      | Spirale intermédiaire | 04h 38m 50.2s | 02° 50′ 41″  | 4626 ± 6               | 13,9            | 67,4 ± 4,7     | 124            |
| UGC 3121    | Taureau | S?            | Spirale               | 04h 39m 45.0s | 03° 01′ 59″  | 4518 ± 30              | 14,8            | 65,8 ± 4,6     | 101            |
| UGC 3122    | Taureau | SAB(rs)c      | Spirale intermédiaire | 04h 39m 51.5s | 07° 03′ 19″  | 4687 ± 1               | 14,1            | 68,3 ± 4,8     | 161            |
| UGC 3162    | Orion   | Scd?          | Spirale               | 04h 46m 52.3s | 08° 16′ 15″  | 4649 ± 1               | 13,07           | 67,9 ± 4,8     | 75             |
| UGC 3181    | Orion   | SBb           | Spirale barrée        | 04h 50m 37.5s | 06° 00′ 32″  | 4613 ± 7               | 13,6            | 67,5 ± 4,7     | 152            |
| UGC 3184    | Orion   | S?            | Spirale               | 04h 51m 41.6s | 05° 30′ 20″  | 4561 ± 7               | 10,581 ± 0,032a | 66,7 ± 4,7     | 95             |
| UGC 3186    | Orion   | Scd?          | Spirale               | 04h 51m 46.0s | 03° 40′ 05″  | 4578 ± 2               | 13,45           | 67,0 ± 4,7     | 92             |
| UGC 3193    | Orion   | SB(rs)ab?     | Spirale barrée        | 04h 52m 52.6s | 03° 03′ 26″  | 4454 ± 10              | 13,6            | 65,2 ± 4,6     | 97             |
| UGC 3206    | Orion   | SAB(s)bc      | Spirale intermédiaire | 04h 55m 58.3s | 02° 56′ 11″  | 4550 ± 7               | 14,5            | 65,2 ± 4,6     | 81             |
| UGC 3207    | Orion   | SAB(rs)b pec? | Spirale intermédiaire | 04h 56m 09.8s | 02° 09′ 25″  | 4556 ± 3               | 13,5            | 66,8 ± 4,4     | 187            |
| UGC 3211    | Orion   | SBcd?         | Spirale barrée        | 04h 57m 22.6s | 01° 53′ 39″  | 4188 ± 1               | 14,7            | 51,4 ± 4,3     | 81             |
| UGC 3223    | Orion   | SBa           | Spirale barrée        | 04h 59m 09.4s | 04° 58′ 30″  | 4683 ± 13              | 13,1            | 68,7 ± 4,8     | 106            |
| UGC 3224    | Orion   | Sb            | Spirale               | 04h 59m 21.1s | 05° 37′ 06″  | 4690 ± 7               | 13,0            | 68,8 ± 4,8     | 115            |
| UGC 3231    | Orion   | SB(s)d?       | Spirale barrée        | 05h 02m 34.5s | 00° 14′ 41″  | 4834 ± 2               | 13,8            | 71,1 ± 5,0     | 110            |
| UGC 3237    | Orion   | Scd?          | Spirale               | 05h 03m 27.6s | 00° 39′ 37″  | 4195 ± 2               | 14,6            | 61,7 ± 4,3     | 87             |

- aDans le proche infrarouge.

Le site DeepskyLog permet de trouver aisément les constellations des galaxies mentionnées dans ce tableau ou si elles ne s'y trouvent pas, l'outil du site constellation permet de le faire à l'aide des coordonnées de la galaxie. Sauf indication contraire, les données proviennent du site NASA/IPAC.